# Jerzy IV (władca Makurii)
Jerzy IV (arab.: Firaki, ur. 1106, zm. 1158) –‬‭ król Makurii w Nubii w latach 1130-1158.
Jerzy jest znany przede wszystkim ze swojego okrągłego grobu z kamienia i marmuru, który został znaleziony w klasztorze w Wadi an-Natrun w Egipcie (napisy w języku greckim i nubijskim). Pozostaje niewiadome w jaki sposób znalazł się w Egipcie. 